# Трухин, Владимир Ильич
Владимир Ильич Трухи́н (29 декабря 1933, Москва — 3 августа 2016, Москва) — советский и российский геофизик. Доктор физико-математических наук (1976), декан физического факультета МГУ имени М. В. Ломоносова (1992—2012), заслуженный профессор МГУ (1998). Специалист в области геофизических методов поиска полезных ископаемых. Лауреат премии Правительства РФ в области образования (2008), премии имени М. В. Ломоносова (2005), премии имени М. В. Ломоносова за педагогическую деятельность (2002). Награждён орденами и медалями.

## Биография
Родился в 29 декабря 1933 году в Москве. Родители — из крестьян.
В 1952 году окончил среднюю школу с золотой медалью.
С 1952 по 1958 годы — учёба в МГУ имени М. В. Ломоносова, на физическом факультете.
С 1958 года — работа в Институте физики Земли.
В 1967 году защитил диссертацию на соискание учёной степени кандидата физико-математических наук. Тема — «Некоторые свойства вязкой намагниченности осадочных горных пород». Результаты диссертации дали начало новому научному направлению в геомагнетизме — палеомагнетизму плейстоцена.
В 1976 году защитил диссертацию на соискание учёной степени доктора физико-математических наук. Тема — «Магнитное последействие в горных породах».
С 1968 года – работа в МГУ, на физическом факультете, на кафедре физики Земли: зам. декана по научно-исследовательской части (1981–1985), зам. декана по научной работе (1985–1992), заведующий кафедрой физики Земли (1992–2014), проректор МГУ по академической политике и организации учебного процесса (1996–2001), декан физического факультета (1992–2012), профессор кафедры физики Земли (2014–2016). Проректор-начальник Управления академической политики и организации учебного процесса (1996–2001).
Учёное звание — профессор (1981).
Трухин В. И. — автор 300 научных статей, 8 монографий, 4 учебных пособий. Подготовил 15 кандидатов и 7 докторов наук.
Скончался в Москве 3 августа 2016 года.

## Область научных интересов
Геофизика, геомагнитные методы исследования Земли, магнетизм горных пород и почв.

## Основные труды
- Трухин В. И. Введение в магнетизм горных пород. — М.: 1973.
- Трухин В. И. Геофизика дна Индийского океана. — М.: 1981.
- Трухин В. И. Магнитные аномалии океанов и новая глобальная тектоника. — М.: 1982.
- Трухин В. И. (в соавт.) Магнетизм кимберлитов и траппов. — М.: 1989.
- Трухин В. И. Магнетизм почв. — М.: 1995.
- Трухин В. И. Самообращение намагниченности природных пикроильменитов». — М.: 1996.
- Трухин В. И. Общая и экологическая геофизика. Учебник. — М.: 2005
- Трухин В. И. (в соавт.) Ферримагнетизм минералов. Учебное пособие. — М.: 1983.
- Трухин В. И. (в соавт.) Основы экологической геофизики. — М.: 2000.
- Трухин В. И. (в соавт.) Общая и экологическая геофизика. — М.: 2005.
- Трухин В. И. (в соавт.) Геомагнетизм и методы геомагнитных исследований. — М.: 2009.
- Физическому факультету МГУ – 70 лет / Под ред. В. И. Трухина. — М.: 2003.
- Энциклопедия Московского университета. Физический факультет. В 2-х тт. / Под общ. ред. В. А. Караваева, В. И. Трухина. — М.: 2008. – ISBN 978-5-98227-55-61[2]

## Награды

### Ордена, медали
- Орден Дружбы (2011)
- Орден Почёта (2005)
- Академические пальмы / l'Ordre des Palmes académiques (Французская Республика, степень Кавалер, 2003)
- Медаль «Ветеран труда» (1990)
- Орден «Знак Почёта» (1986)

### Премии
- Премия Правительства РФ в области образования (2008)
- Премии имени М. В. Ломоносова (2005; совместно с В. Е. Куницыным за цикл работ «Геомагнитное поле и глобальные геофизические процессы»)
- Премия имени М. В. Ломоносова за педагогическую деятельность (2002)

### Почётные звания
- Заслуженный профессор МГУ (1998)
- Почётный работник высшего профессионального образования РФ (1998)[2]